# 2018 AH
2018 AH – planetoida z grupy planetoid bliskich Ziemi z grupy Apolla. 
Została odkryta 4 stycznia 2018 czasu UTC (3 stycznia czasu lokalnego) przez teleskop programu ATLAS znajdujący się na Mauna Loa na Hawajach, dwa dni po przelocie blisko Ziemi 2 stycznia 2018 o godzinie 4:25 UTC, kiedy to minęła Ziemię w odległości 297 tysięcy kilometrów, czyli 0,77 średniej odległości Księżyca od Ziemi. Wielkość jej jest szacowana na 84–190 m.